# Here and There
Here and There er et livealbum af den britiske sangeren Elton John udgivet i 1976. Titlen refererer til de to koncerter af albummet; "Here" er en koncert indspillet i Royal Festival Hall i London den 18. maj 1974 og "There" er en koncert indspillet i Madison Square Garden i New York City den 28. november 1974. Albummet blev certificeret guld i maj 1976 og platin i august 1998 af Recording Industry Association of America.

## Indhold
Alle sange er skrevet af Elton John og Bernie Taupin, medmindre andet er angivet.
| 1. | "Skyline Pigeon"                |               | 4:34 |
| 2. | "Border Song"                   |               | 3:18 |
| 3. | "Honky Cat"                     |               | 7:15 |
| 4. | "Love Song" (med Lesley Duncan) | Lesley Duncan | 5:27 |
| 5. | "Crocodile Rock"                |               | 4:15 |

| 6. | "Funeral for a Friend/Love Lies Bleeding"                 | 11:11 |
| 7. | "Rocket Man (I Think It's Going to Be a Long, Long Time)" | 5:13  |
| 8. | "Bennie and the Jets"                                     | 6:09  |
| 9. | "Take Me to the Pilot"                                    | 5:48  |

## Medvirkende musikere
- Elton John – piano, vokal
- Ray Cooper – percussion
- Lesley Duncan – vokal på "Love Song"
- Davey Johnstone – guitar, baggrundsvokal, mandolin på "Honky Cat"
- Dee Murray – basguitar, baggrundsvokal
- Nigel Olsson – trommer, baggrundsvokal